# Маккейл, Джон Уильям
Джон Уильям Маккейл (англ. John William Mackail; 26 августа 1859, Аског, округ Аргайл-энд-Бьют — 13 декабря 1945, Лондон) — британский литературовед и переводчик.
Сын священника. В 1874—1877 годах учился в Эдинбургском университете, затем поступил в оксфордский Баллиол-колледж и в 1882 году окончил его. В 1884—1919 годах работал в комитете по образованию Тайного совета Великобритании, с 1903 года помощник секретаря, внёс значительный вклад в подготовку образовательной реформы 1902 года. Одновременно в 1906—1911 годах занимал чрезвычайно престижный пост Оксфордского профессора поэзии.
В молодые годы выступал как поэт, выпустил два сборника стихов совместно с Бойером Николсом и Генри Бичингом: «Анютины глазки» (англ. Love in Idleness; 1883) и «Любовное зеркало» (англ. Love's Looking Glass; 1892). Опубликовал ряд переводов из латинской и древнегреческой поэзии, в том числе «Энеиду» Вергилия (1885) и «Одиссею» Гомера (1903—1910), и многочисленные книги и статьи об античной поэзии (прежде всего, о Вергилии). Кроме того, будучи другом Уильяма Морриса, напечатал в 1899 году его двухтомную биографию (англ. The Life of William Morris). Маккейлу также принадлежит ряд работ о Библии и Шекспире. В 1915 году он составил и опубликовал книгу «Русский дар миру» (англ. Russia's Gift to the World) — обзор вклада русских деятелей в мировую культуру; в том же году книга была издана по-русски в Петрограде в переводе И. Депмана.
В 1932—1936 годах президент Британской академии. Член Ордена Заслуг (1935).

## Семья
Был женат на дочери художника Эдварда Бёрн-Джонса Маргарет (1866—1953). Их дети Анджела Тёркелл и Деннис Маккейл стали писателями.